# Neodexiospira tambalagamensis
Neodexiospira tambalagamensis är en ringmaskart som beskrevs av Pillai 1970. Neodexiospira tambalagamensis ingår i släktet Neodexiospira och familjen Serpulidae. Inga underarter finns listade i Catalogue of Life.